# 湖南省科学技术协会
湖南省科学技术协会，简称湖南省科协，是中华人民共和国湖南省科学技术工作者组成的专业性人民团体，是中国科学技术协会的地方组织，受中国共产党湖南省委员会的领导。

## 机构设置
省科协由机关部室、直属单位和所属省级自然科学类学会（协会、研究会）、市（州）、县（市、区）科协及高校科协、企业（园区）科协等科协组织组成。

### 机关部门
- 办公室
- 组织人事部（机关党委）
- 科学技术普及部
- 科学技术创新部
- 宣传与战略发展部
- 国际与区域合作部

### 二级单位
- 湖南省科协机关后勤服务中心
- 湖南省科学技术馆
- 湖南省科协青少年科技中心
- 湖南省科学技术咨询中心
- 湖南科技传媒集团有限公司
- 湖南省展览馆

### 市州科协
- 湘西自治州科协
- 张家界市科协
- 怀化市科协
- 永州市科协
- 娄底市科协
- 郴州市科协
- 邵阳市科协
- 岳阳市科协
- 长沙市科协
- 株洲市科协
- 湘潭市科协
- 衡阳市科协
- 益阳市科协
- 常德市科协

### 省级学会
- 湖南省物理学会
- 湖南省地质学会
- 湖南省实验动物学会
- 湖南省力学会
- 湖南省地球物理学会
- 湖南省岩石力学与工程学会省
- 湖南微生物学会
- 湖南省生物信息学会
- 湖南省自然资源学会
- 湖南省数学会
- 湖南省光学学会
- 湖南省生态学会
- 湖南省计算数学与应用软件学会
- 湖南省地震学会
- 湖南省地质灾害防治学会
- 湖南省生物化学与分子生物学学会
- 湖南省运筹学会

## 历届主席
历任主席名单如下：
1. 周汝沆 湖南省科协第一、二届主席
2. 田后风 湖南省科协第三届主席
3. 黄培云 湖南省科协第三届主席
4. 侯振挺 湖南省科协第四、五届主席
5. 何继善 湖南省科协第六、七、八届主席
6. 黄伯云 湖南省科协第九届主席
7. 张尧学 湖南省科协第十届主席